# Кал (Загорје об Сави)
Кал (словен. Kal) је насељено место у општини Загорје об Сави, Засавска регија, Словенија.

## Историја
До територијалне реорганизације у Словенији био је у саставу старе општине Загорје об Сави. Кал као самостално насеље постоји од 2000. године. Настала је издвајањем дела из насеља Јаблана.

## Становништво
У попису становништва из 2011. године, Кал је имао 99 становника.
| Број становника према пописима | Број становника према пописима |
| ------------------------------ | ------------------------------ |
| 2002                           | 2011                           |
| 74                             | 99                             |

Напомена: Године 2000. настала издвајањем дела из насеља Јаблана. Године 2001. повећана за део насеља Пожарје.